# 公庄駅 (北丹鉄道)
公庄駅（ぐじょうえき）は、かつて京都府加佐郡大江町字公庄（現在の福知山市大江町公庄）にあった北丹鉄道の駅（廃駅）である。

## 歴史
公庄駅は1923年（大正12年）、北丹鉄道の開通に合わせて開業した。
北丹鉄道は1971年（昭和46年）3月に営業を休止し、そのまま1974年（昭和49年）2月末に廃止許可、当駅もこの時廃止された。

### 年表
- 1923年（大正12年）9月22日：北丹鉄道の福知山 - 河守間開業に伴い加佐郡河西村に開業[5][6]。
- 1953年（昭和28年）9月25日：台風13号による水害のため営業休止となる（福知山 - 下天津駅間は17日後に営業再開）[7]。
- 1954年（昭和29年）7月28日：水害復旧により全線営業再開となる[7]。
- 1961年（昭和36年）9月8日：第2室戸台風による水害のため47日間の営業休止となる[7]。
- 1971年（昭和46年）3月1日：北丹鉄道が営業休止[3]、当駅も休止となる[5]。
- 1974年（昭和49年）2月28日：北丹鉄道が廃止許可[3]、当駅も廃駅となる[5]。

## 駅構造
公庄駅はホームが地面に接する地上駅。ホームは1面である。駅員は配置されていなかった。

## 駅周辺
駅があった場所は河西上生活改善センターのそば。北丹鉄道の廃止後に開業した京都丹後鉄道宮福線の公庄駅前に相当し、跡地は河西体育館・公民館に変わっている。北側は公庄地区の集落、南側は田園地帯が広がる。
下天津駅と当駅の間、日藤地区には2本の短いトンネル（日藤第1・第2トンネル）があり、その遺構は歩行者・自転車用の道路として使用されている。トンネル内部はコンクリートで補修されているものの、煉瓦積みの入口部分は北丹鉄道営業当時のまま。また、当駅付近には橋梁の遺構が残っている。
当駅の先から河守駅の手前まで、線路跡には宮福線の線路が敷かれている。

## 隣の駅
北丹鉄道
北丹鉄道線
下天津駅 - 公庄駅 - 蓼原駅